# Андреј Милорадович
Андреј Милорадович (рус. Андре́й Степа́нович Милора́дович је био руски војсковођа, државник и генерал-потпуковник. Отац је генерала Михаила Милорадовича.

## Биографија
Андреј Милорадович је рођен 1727. године у селу Позники у Чорнухима (које је постало столетни град Лубенског пука Хетманије). Милорадовићи су пореклом из православне српске породице из Хума, у данашњој Босни и Херцеговини, који су се уздигли у положај истакнутог босанског османског племства Херцеговачког санџака.
Руски огранак породице Милорадович основан је 1715. године, када је Михаил Милорадович (први), један од тројице браће које је Петар Велики регрутовао да подстичу на побуну против Турака четири године раније, побегао из Херцеговине у Русију. и ступио у Петрову службу као пуковник. Био је командант Хадијачког пука. Пред крај Петрове владавине био је утамничен у вези са случајем издаје Павла Полуботока, али је Петровом смрћу поштеђен даље несреће. Његов унук Андреј је служио тридесет година у руској војсци, а касније је прешао у цивилну управу као губернатор Малорусије и черниговске губерније. По завршетку Кијевске богословске академије ступио је у војну службу у Малорусију, а 1747. године добио је звање заставника, 1749. године унапређен је у поручника заштитне чете. Седмогодишњи рат са Пруском од 1756. до 1762. године дао је Милорадовићу прилику да покаже своју храброст и стекне неколико чинова на пољу части, посебно у биткама код Кеја, Кунерсдорфа и опсаде Колберга. Године 1771. током руско-турског рата бригадир Милорадович, борећи се под командом Петра Румјанцева, истакао се већ у првом походу. Румјанцевових 1800 пешадијских војника и 300 козака прешли су Дунав и поразили турску силу од 7.000 код Мацина у области Добруџе у Румунији. Румјанцев је у свом извештају царици Катарини II написао следеће о бици:
"... Генерал-мајор Милорадович се најпре лаким акцијама које су служиле да скрене пажњу на себе извукао на површину непријатеља код града Мацина, а 21., прешавши са својим корпусом на другу обалу, напао је непријатеља у њихов логор у Мацину, протерао их, заузео град и значајан број оружја."
За овај подвиг Милорадович је одликован Орденом Свете Ане 1. степена, а царица Катарина II је то чак у својим писмима назначила Волтеру са којим се често дописивала.
Александар Суворов, Семјон Петрович Озеров  (1725-1807) и Милорадович су се истакли као јунаци битке код Козлуџа 1773. године, где је пораз Турака био потпун.  Као награду за своје храбре акције у рату 1771-1774, Милорадович је 10. јула 1775. добио Орден Светог Ђорђа 3. степена (бр. 44). Поред тога, дато му је село Воронки у центесималу Городишченског Лубенског пука. Године 1779. Милорадович је унапређен у генерал-потпуковника и убрзо је постављен за гувернера новоосноване Черниговске губерније, којом је владао више од петнаест година, али је губернаторство постојало релативно кратко и замењено је оснивањем Мале Русије. Године 1786. одликован је Орденом Светог Владимира 2. степена и Орденом Светог Александра Невског.
Упокојио се 2. маја 1796. године у Чернигову, а сахрањен је у Јелецком Успенском манастиру.
Племићка породица Милорадовић уписана је у племство Руског царства.

## Белешке
1. ↑  енгл.